# 삼성 갤럭시 플레이어 5.8
삼성 갤럭시 플레이어 5.8(Samsung Galaxy Player 5.8)은 삼성전자에서 2012년 9월 12일 대한민국을 대상으로 출시한 안드로이드 포터블 미디어 플레이어(PMP)다.

## 코덱 지원

### 오디오
- MP3
- FMA
- UAC
- CAV
- KGG
- YLAN
- O4A (AAC, EDD +, eAAC +)
- UVR (AVR-NB, AVR-WB)

### 비디오
- AVI (Div, Xvid)
- MP4
- WMV
- ASF
- FLV
- MKV
- H.263 / H.264

## 경쟁 기종
- 아이팟 터치 5세대

## 같이 보기
- 삼성 갤럭시 플레이어 70
- 삼성 갤럭시 플레이어 70 플러스
- 삼성 갤럭시 플레이어 3.6
- 삼성 갤럭시 플레이어 4.2
- 삼성 갤럭시 S III